# Estrela do Indaiá
Estrela do Indaiá is een gemeente in de Braziliaanse deelstaat Minas Gerais. De gemeente telt 3.787 inwoners (schatting 2009).

## Aangrenzende gemeenten
De gemeente grenst aan Córrego Danta, Dores do Indaiá, Luz, Santa Rosa da Serra, São Gotardo en Serra da Saudade.